# تونل قاچاق

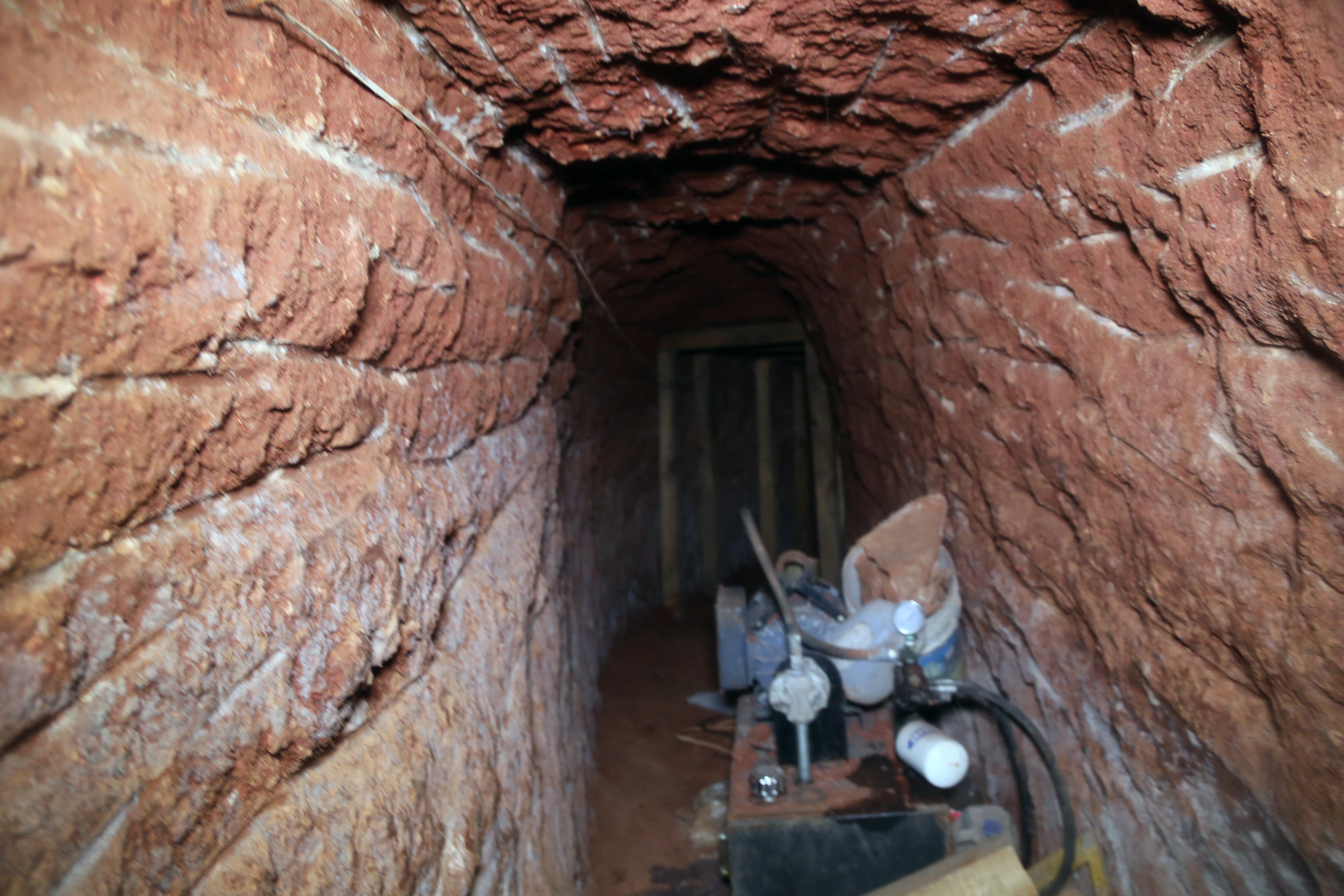
تونلی حفر شده در آریزونا

تونل‌های قاچاق، گذرگاه‌های مخفی هستند که برای قاچاق کالا و افراد مورد استفاده قرار می‌گیرند. این اصطلاح همچنین در جایی استفاده می‌شود که تونل‌ها در پاسخ به محاصره ساخته می‌شوند.

## طولانی‌ترین تونل
در اوت ۲۰۱۹ مقام‌های آمریکایی طولانی‌ترین تونل برای قاچاق در مرز ایالات متحده با مکزیک به طول ۱۳۱۳ کشف کردند. این تونل دارای یک آسانسور، ریل قطار، سیستم‌های فاضلاب و تهویه هوا و کابل‌های برق با ولتاژ بالا می‌باشد و منطقه‌ای صنعتی در شهر تیخوانا در مکزیک را به منطقه‌ای در سن‌دیه‌گو در ایالت کالیفرنیا متصل می‌کند.
به گفته اداره گمرک و حفاظت مرزی آمریکا، این تونل تقریبا در ۲۱ متری از سطح زمین حفر شده و بلندی آن حدود ۱ متر ۶۷ سانتیمتر است و عرض آن حدود ۷۰ سانتیمتر می‌باشد.